# Fritz Blücher
Frederik "Fritz" Emanuel von Blücher (født 21. november 1806 i København, død 27. december 1871 sammesteds) var en dansk officer og kammerherre.

## Biografi
Fritz Blücher var en søn af oberstløjtnant og kammerherre Frederik von Blücher, der var kommandør for Livgarden til Hest, generaladjudant og hofchef hos Arveprins Frederik, og Helene f. de Thygeson, datter af justitsråd de Thygeson til Mattrup. Faderen døde allerede seks måneder før sønnens fødsel. Han blev sekondløjtnant i 1828 og var karakteriseret premierløjtnant ved det slesvigske kyraserregiment, da han i 1838 blev ansat som adjudant hos prins Christian Frederik (senere Christian VIII). I adjudantstillingen forblev han lige til 1863, idet han 1848 trådte i samme forhold til kong Frederik VII, og han blev således nøje knyttet til denne konge, hvem han kun sjældent fulgte på hans rejser. Om hans forfremmelse skal blot anføres, at han i 1839 erholdt ritmesters karakter, i 1829 blev kammerjunker og i 1849 fik majors karakter. Efter Treårskrigen, hvor han gjorde tjeneste i Gardehusarregimentet og deltog i de to første felttog, sattes han à la suite i kavaleriet og erholdt i 1860 oberstløjtnants karakter. Kort efter kongens død fik han sin afsked som generalmajor og døde uden at have været gift 27. december 1871.
Han var Kommandør af Dannebrogordenen, Dannebrogsmand og bar Kommandørkorset af Vasaordenen og af Sankt Olavs Orden.